# Puessans
Puessans é uma comuna francesa na região administrativa de Borgonha-Franco-Condado, no departamento de Doubs. Estende-se por uma área de 3,59 km². Em 2010 a comuna tinha 34 habitantes (densidade: 9,5 hab./km²).